# Городская больница Людвигсхафен
Городская больница Людвигсхафен (нем. Klinikum der Stadt Ludwigshafen) — многопрофильная больница, расположенная в городе Людвигсхафен, земля Рейнланд-Пфальц, Германия.
Больница является базой для обучения и специализации студентов из Майнцского университета.
Имеет 980 больничных коек для больных с заболеваниями почти по всем медицинским специальностям. Она насчитывает более 2500 врачей, медицинских сестёр, сотрудников и работников.

## Исторические сведения
Больница была создана в 1861 году и с момента своего создания расположена на сегодняшней месте — в северной части города, недалеко от химического концерна BASF. Часть зданий была уничтожена во время Второй мировой войны.